# Kotovice

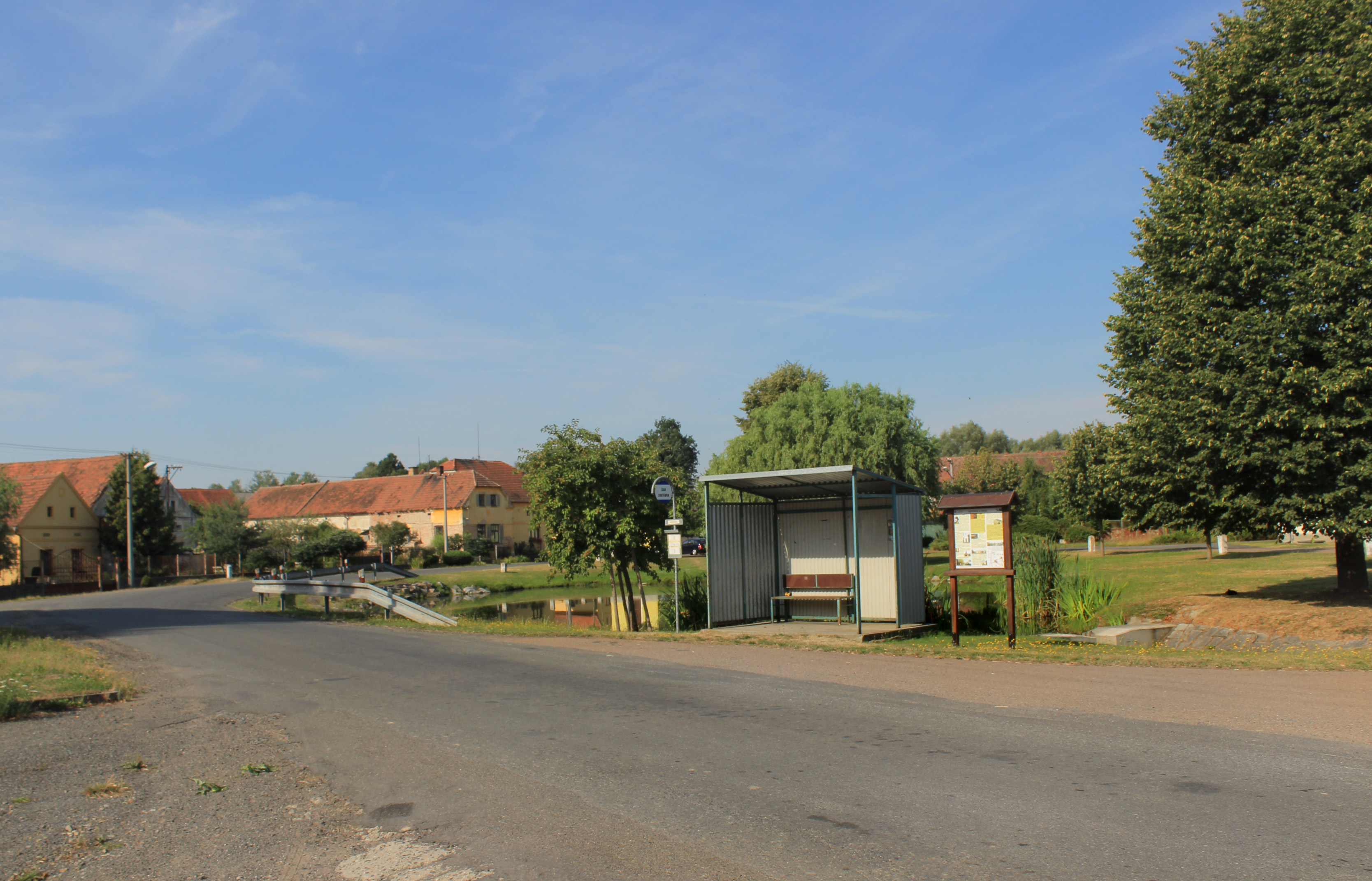
Dorfplatz

Kotovice (deutsch Gottowitz, auch Kottowitz) ist eine Gemeinde mit etwa 320 Einwohnern im Okres Plzeň-jih in Tschechien.

## Geographie
Das Dorf liegt in Westböhmen im Pilsener Becken in 368 m ü. M. in der Senke des Zálužský potok im Quellgebiet eines kleinen Zuflusses, vier Kilometer nördlich der Stadt Stod (Staab). Die Gegend ist eben, und es bestehen kaum Wälder. Die Katasterfläche beträgt 977 ha.
Nachbarorte sind Nový im Norden, Hoříkovice im Osten, Chotěšov im Südosten, Stod im Süden, Ves Touškov im Südwesten und Záluží im Nordwesten.

## Geschichte
Der Ort wurde 1272 erstmals urkundlich erwähnt. Kotovice gehörte zu den Besitzungen des Klosters Chotěšov. Nach dem Dreißigjährigen Krieg holte das Kloster deutsche Siedler in die verödete Gegend. Bis 1691 war das Dorf nach Tuschkau Dorf eingegepfarrt, danach nach Stod (Staab). Die Bewohner von Gottowitz lebten von der Landwirtschaft.
Nach dem Ersten Weltkrieg wurde die Region mit dem Dorf Gottowitz 1919 der neu geschaffenen Tschechoslowakei zugeschlagen. Aufgrund des Münchner Abkommens kam der Ort 1938 zum Deutschen Reich und gehörte bis 1945 zum Landkreis Mies, Regierungsbezirk Eger, im Reichsgau Sudetenland. Nach dem Ende des Zweiten Weltkriegs wurden die deutschen Bewohner  enteignet und vertrieben.

### Demographie
Bis 1945 war Gottowitz überwiegend von Deutschböhmen besiedelt, die vertrieben wurden.
| Jahr | Einwohner | Anmerkungen   |
| ---- | --------- | ------------- |
| 1837 | 156       | in 24 Häusern |
| 1930 | 253       | [ 3 ]         |
| 1939 | 223       | [ 3 ]         |

## Gemeindegliederung
Zur Gemeinde Kotovice gehören die Ortsteile Nový (Nowy) und Záluží (Saluschen).